# Montricher-Albanne
Pour les articles homonymes, voir Montricher (homonymie) et Albanne.
Montricher-Albanne est une commune française située dans le département de la Savoie, en région Auvergne-Rhône-Alpes.
La commune, issue de la fusion des communes de Montricher-le-Bochet et d’Albanne en 1969, se trouve dans la vallée de la Maurienne. Son une altitude moyenne est de 1 763 m.

## Géographie

### Situation

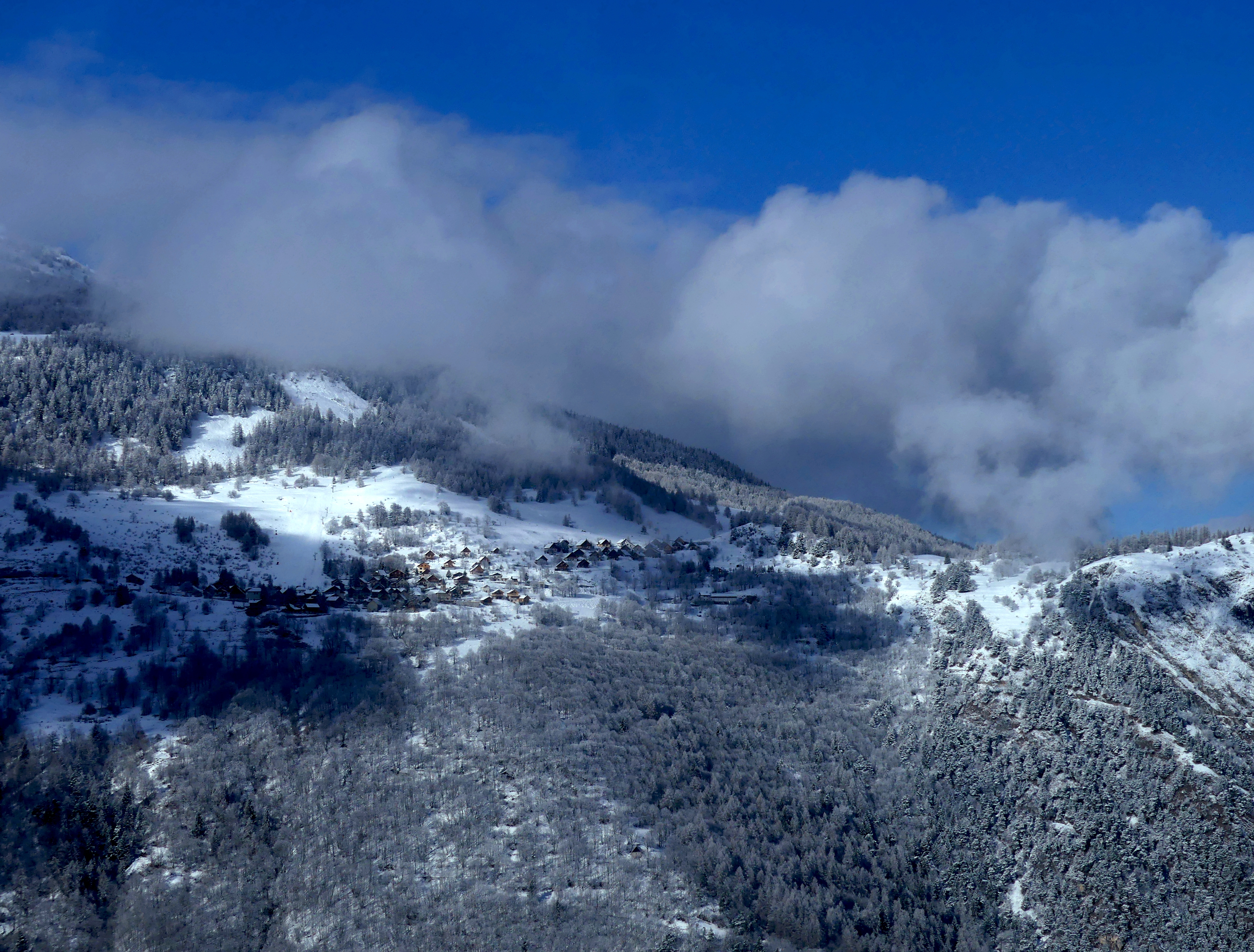
Albanne et col d'Albanne en hiver.

La commune de Montricher-Albanne est située au cœur de la vallée de la Maurienne dans les Alpes françaises, à moins de 10 km de la commune de Saint-Jean-de-Maurienne, sous-préfecture du département de la Savoie, et à 80 km de Chambéry, la préfecture. Elle est par ailleurs longée sur sa limite nord-est par l'Arc, rivière prenant sa source dans les glaciers de l’est du département à la frontière avec l'Italie. Ailleurs, la commune est délimitée par la ligne de crête à l'ouest, par le crêt des Sallanches au sud et par les torrents de la Valloirette à l'est. Elle est exposée au nord (versant ubac des Karellis) et au sud-est (versant adret d'Albanne).
La superficie de la commune est de 27,99 km2, mais les zones habitées sont principalement situées sur des replats de versants pentus sculptés par les glaciers du Quaternaire. Son altitude minimale est de 600 m, son altitude maximale de 2 926 m et son altitude moyenne de 1 763 m.
L'accès à Montricher-Albanne se fait par la vallée de l'Arc (le Bochet), puis par le col routier d'Albanne (1 657 m) entre Albanne et Montricher. Cette route du col d'Albanne représente par ailleurs une étape cycliste longue de 12,3 km avec dénivelé positif de 957 m pour une pente moyenne de 7,8 %. D'autres cols situés sur le crêtes permettent également l'accès à la commune, parmi lesquels : le Pain de Sucre (chemin, à environ 1 900 m entre Albanne et Valloire), le col d'Emy (environ 2 700 m entre Albanne et Albiez), la Croix d'Albiez (Montissot, environ 1 900 m entre Les Karellis et Albiez-le-Jeune). Un chemin permet également l'accès entre Albannette et Valloire via l'Écherrenes dans la vallée de la Valloirette. On accède à ces lieux principalement par la marche l'été et en ski de randonnée l'hiver.

### Communes limitrophes
Montricher-Albanne est limitrophe de 6 autres communes, 4 sur le même versant situé sur la rive sud de l’Arc (Villargondran, Albiez-le-Jeune, Albiez-Montrond et Valloire) et 2 sur le versant opposé (Saint-Julien-Mont-Denis et Saint-Martin-de-la-Porte). Celle partageant la plus longue limite est Valloire (s'étendant de l'Arc au sud de la commune), et la plus courte Villargondran, au nord-ouest.
| Villargondran                   | Saint-Julien-Mont-Denis | Saint-Martin-de-la-Porte |
| Albiez-le-Jeune Albiez-Montrond | Montricher-Albanne      | Valloire                 |
| Albiez-Montrond                 | Valloire                | Valloire                 |

### Géologie et relief
Le site de la commune de Montricher-Albanne se situe en saillie, à peu près au milieu de la vallée de la Maurienne, par ailleurs l'une des plus longues vallées des Alpes françaises.
Les hauts de la commune permettent de très vastes panoramas sur une distance de 60 km à la ronde jusqu'à la pointe de Rochemolon au-dessus du col du Mont-Cenis à la frontière italienne, les sommets de la Vanoise, le mont Thabor, le grand Galibier, les aiguilles Noires, le massif des Écrins dans les Hautes-Alpes, les Encombres, la vallée des Arves, le pic de l'Étendard, la chaîne de Belledonne et plus au loin les contreforts du massif des Bauges dans les Préalpes.
Situé juste en face de la commune à Saint-Julien-Montdenis, le massif de la Croix des Têtes est l'un des plus grands escarpements calcaires des Alpes. L'on peut y distinguer de nombreux plis (anticlinaux et synclinaux), Montricher-Albanne se situant dans l'enfilade, dans la ligne directe des aiguilles d'Arves. À proximité, le torrent de la Valloirette a tracé son sillon dans les gorges du même nom, au sein d'un synclinal,.
Montricher-Albanne se situe également au juste milieu entre la zone ultra-dauphinoise (flysh = alternance d'ardoises et de grès) qui constitue les sommets à partir de 1 600 m et 2 000 m d'altitude, la zone sub-briançonnaise (calcaires principalement : Perron des Encombres, vallée de la Valloirette, fort du Télégraphe) et la zone briançonnaise (gneiss : Vanoise), c'est-à-dire entre les massifs anciens (Vanoise) et ceux plus récents (Belledonne, Grandes-rousses).
Le point le plus bas de la commune se situe à environ 900 m d'altitude, au Bochet. Son sommet est pour sa part la Grande Chible culminant à 2 932 m, sur Albanne. Les principaux sommets sont : la Grande Chible, La pointe d'Emy (2 797 m), la pointe des Chaudannes (2 480 m), la Tête d'Albiez-le-Vieux (2 468 m), Casse Massion (2 433 m). Différentes sommités sont présentes dans la commune : le Crêt des Sallanches (Pain de Sucre), le Crêt de Talière (au-dessus de la forêt de Vinouve), le Crêt de Porte Brune (au-dessus des Karellis) et le Crêt de la Parenche (au niveau du col d’Albanne).

### Hydrographie
La commune de Montricher-Albanne dépend de plusieurs bassins versants, tous connectés au collecteur principal qu'est l'Arc, principal cours d'eau de Maurienne et deuxième plus important cours d'eau du département de la Savoie. L'Arc représente la limite septentrionale de la commune à partir du Pas du Roc jusqu'au Bochet.
Trois principaux torrents coulent également dans les combes :
- le torrent des Moulins, qui prend sa source dans les vallons de la Chible et rejoint la Valloirette (la Vallée d'Or), avant de rejoindre à son tour l'Arc au niveau du Pas du Roc. Une cascade, la cascade du Pis, se trouve sur le parcours du torrent des moulins d’Albanne ;
- le torrent des Fontagnoux sur Montricher, qui prend sa source sur les pentes de la Ramaz et de la tête d'Albiez, et qui se jette dans l'Arc au niveau de Saint-Félix ;
- le torrent du Bochet, qui prend sa source dans le Combe de Messolard et qui se jette directement dans l'Arc au niveau du village du Bochet qui s'est installé sur le cône de déjection du torrent.

À ces torrents s'ajoutent d'autres nombreuses sources affleurant le versant en altitude. Elles résulteraient de remontées d'eau depuis le massif de l’Étendard. 
Quelques petites grottes (bourna), la plupart aujourd'hui comblées, apparaissent dans la partie calcaire sur Albannette dans la continuité du massif des Encombres (un réseau souterrain est signalé juste en face, dans le massif des Encombres).
Enfin, le lac de Pramol (« prés moux ») est à l'origine une zone marécageuse comprenant une tourbière, mais dont la digue naturelle a été rehaussée de manière à mettre plus en valeur le lac. Un entonnoir de dissolution (en partie comblé) se situe juste à proximité. Les eaux du lac s'écoulent en direction du torrent des Fontagnoux.

### Climat
Pour des articles plus généraux, voir Climat d'Auvergne-Rhône-Alpes et Climat de la Savoie.
En 2010, le climat de la commune est de type climat de montagne, selon une étude du Centre national de la recherche scientifique s'appuyant sur une série de données couvrant la période 1971-2000. En 2020, Météo-France publie une typologie des climats de la France métropolitaine dans laquelle la commune est exposée à un climat de montagne ou de marges de montagne et est dans la région climatique Alpes du nord, caractérisée par une pluviométrie annuelle de 1 200 à 1 500 mm, irrégulièrement répartie en été.
Pour la période 1971-2000, la température annuelle moyenne est de 10 °C, avec une amplitude thermique annuelle de 18,8 °C. Le cumul annuel moyen de précipitations est de 869 mm, avec 8,5 jours de précipitations en janvier et 8,2 jours en juillet. Pour la période 1991-2020, la température moyenne annuelle observée sur la station météorologique de Météo-France la plus proche, « Saint-Jean de Maurienne », dans la commune de Saint-Jean-de-Maurienne à 5 km à vol d'oiseau, est de 11,6 °C et le cumul annuel moyen de précipitations est de 910,9 mm,. Pour l'avenir, les paramètres climatiques de la commune estimés pour 2050 selon différents scénarios d'émission de gaz à effet de serre sont consultables sur un site dédié publié par Météo-France en novembre 2022.

### Risques environnementaux
Dans la commune est potentiellement à risque le versant des ardoisières au-dessus du Bochet. Dans les années 1950 à 1970, la forêt était malade à cause du fluor déversé par l'industrie présente dans la vallée de la Maurienne, le terrain mis à découvert commença à bouger ce qui demanda par la suite de gros travaux de la part de l'équipement afin de protéger la route départementale et le village en contrebas.
S'ajoute également la zone de marais sur Albanne, l'entonnoir de dissolution au lac de Pramol, les risques de chutes de blocs de pierre au Bochet et à Montricher, et celui de la combustion de la tourbière à côté du village. Le risque d'avalanches demeure aussi important l'hiver et une partie du printemps : en particulier sur le crêt blanc et dans la combe des moulins entre Albanne et Albannette (la forêt de la Mélezia faisant office de protection), du côté du Bec de l'Aigle en direction du hameau de la Plagne et du village d’Albanne, dans la Combe de la Rama et dans la Combe de Messolard.
Longtemps, des hivers durant, les villages d’Albanne et d’Albannette étaient totalement isolés l'hiver à cause de fortes chutes de neige et de grandes avalanches. La dernière grosse avalanche remonte à l'hiver 1961.

### Voies de communication et transports

#### Transport routier
La commune de Montricher-Albanne ne voit passer sur son territoire aucun axe routier majeur. Pour autant, sur l’autre rive de l'Arc marquant sa limite nord, se trouvent l'autoroute A43 et l'ex-nationale 6 aujourd'hui déclassée en départementale 1006. La première est une autoroute venant de Lyon et traversant la Maurienne jusqu'à Modane d'où elle rejoint l'Italie par le tunnel du Fréjus. La sortie pour rejoindre Montricher-Albanne est la sortie 28 située dans la commune de Saint-Julien-Mont-Denis à moins de 5 km du Bochet. La seconde est la partie déclassée de l’ex-Nationale 6 rejoignant Paris à l'Italie par le col du Mont-Cenis, via Lyon et Chambéry.
Ailleurs, la commune est traversée par une multitude de routes communales, à l'exception de la départementale 81 A venant de Saint-Jean-de-Maurienne.

#### Transport ferroviaire
Montricher-Albanne voit passer sur son territoire quelques centaines de mètres de la ligne de Culoz à Modane (frontière) dite « ligne de la Maurienne ». Longeant, comme l'A43 et la RD 1006, la commune sur la rive nord de l'Arc, celle-ci passe sur environ 500 m sur l’autre rive au nord-est de la commune.
La gare ferroviaire la plus proche est la gare de Saint-Julien-Montricher, située dans la commune de Saint-Julien-Mont-Denis mais juste de l'autre côté de la rive de l’Arc et à moins d'1 km du Bochet. Cette gare est toutefois aujourd'hui fermée, aussi les deux gares encore desservies les plus proches sont la gare de Saint-Jean-de-Maurienne - Arvan à Saint-Jean-de-Maurienne et la gare de Saint-Michel - Valloire à Saint-Michel-de-Maurienne. La première est située à environ 6 km par la route du Bochet, et la seconde à environ 10 km, mais quasiment autant de Montricher, la route y menant débutant à l'est du côté de Saint-Michel-de-Maurienne.
Ces deux gares sont desservies par les TGV en provenance de Paris et à destination de Turin et Milan en Italie (et inversement), ainsi que par les TER Rhône-Alpes en provenant de Lyon et/ou Chambéry et se dirigeant vers Modane (et inversement). Durant la période hivernale, la liaison TGV est renforcée les week-ends, en particulier les samedis, à destination de Modane et desservant les différentes stations de sport d'hiver de la Maurienne.

#### Transport aérien
L'aéroport le plus proche de la commune est l'aéroport de Chambéry - Savoie, situé au nord de Chambéry, à environ 90 km de la commune, par la route. Deux autres grands aéroports situés dans la région peuvent desservir la commune, à savoir l'aéroport international de Genève, situé près de la frontière franco-suisse, et l’aéroport de Lyon-Saint-Exupéry, près de Lyon, tous deux distants d'environ 180 km par la route.

#### Transports en commun
La commune de Montricher-Valloire est notamment desservie par les autocars départementaux, gérés par le conseil général de la Savoie, sous la dénomination « Belle Savoie Express ». Il s'agit principalement de la ligne régulière M7, rejoignant Saint-Jean-de-Maurienne aux Karellis.
La commune n'étant pas intégrée dans une communauté de communes, ne possède pas de transports en commun gérés par l'intercommunalité, comme à Saint-Jean-de-Maurienne avec le réseau « Cœur de Maurienne Bus » qui bien que s'approchant de Montricher-Albanne, se contentent de desservir Villargondran et Saint-Julien-Mont-Denis.

## Urbanisme

### Typologie
Au 1er janvier 2024, Montricher-Albanne est catégorisée bourg rural, selon la nouvelle grille communale de densité à sept niveaux définie par l'Insee en 2022.
Elle est située hors unité urbaine. Par ailleurs la commune fait partie de l'aire d'attraction de Saint-Jean-de-Maurienne, dont elle est une commune de la couronne,. Cette aire, qui regroupe 26 communes, est catégorisée dans les aires de moins de 50 000 habitants,.

### Occupation des sols
L'occupation des sols de la commune, telle qu'elle ressort de la base de données européenne d’occupation biophysique des sols Corine Land Cover (CLC), est marquée par l'importance des forêts et milieux semi-naturels (95,7 % en 2018), en augmentation par rapport à 1990 (93,3 %). La répartition détaillée en 2018 est la suivante : 
forêts (58,9 %), milieux à végétation arbustive et/ou herbacée (24,4 %), espaces ouverts, sans ou avec peu de végétation (12,5 %), prairies (1,8 %), zones agricoles hétérogènes (1,2 %), zones industrielles ou commerciales et réseaux de communication (0,7 %), mines, décharges et chantiers (0,6 %).
L'IGN met par ailleurs à disposition un outil en ligne permettant de comparer l’évolution dans le temps de l’occupation des sols de la commune (ou de territoires à des échelles différentes). Plusieurs époques sont accessibles sous forme de cartes ou photos aériennes : la carte de Cassini (XVIIIe siècle), la carte d'état-major (1820-1866) et la période actuelle (1950 à aujourd'hui).

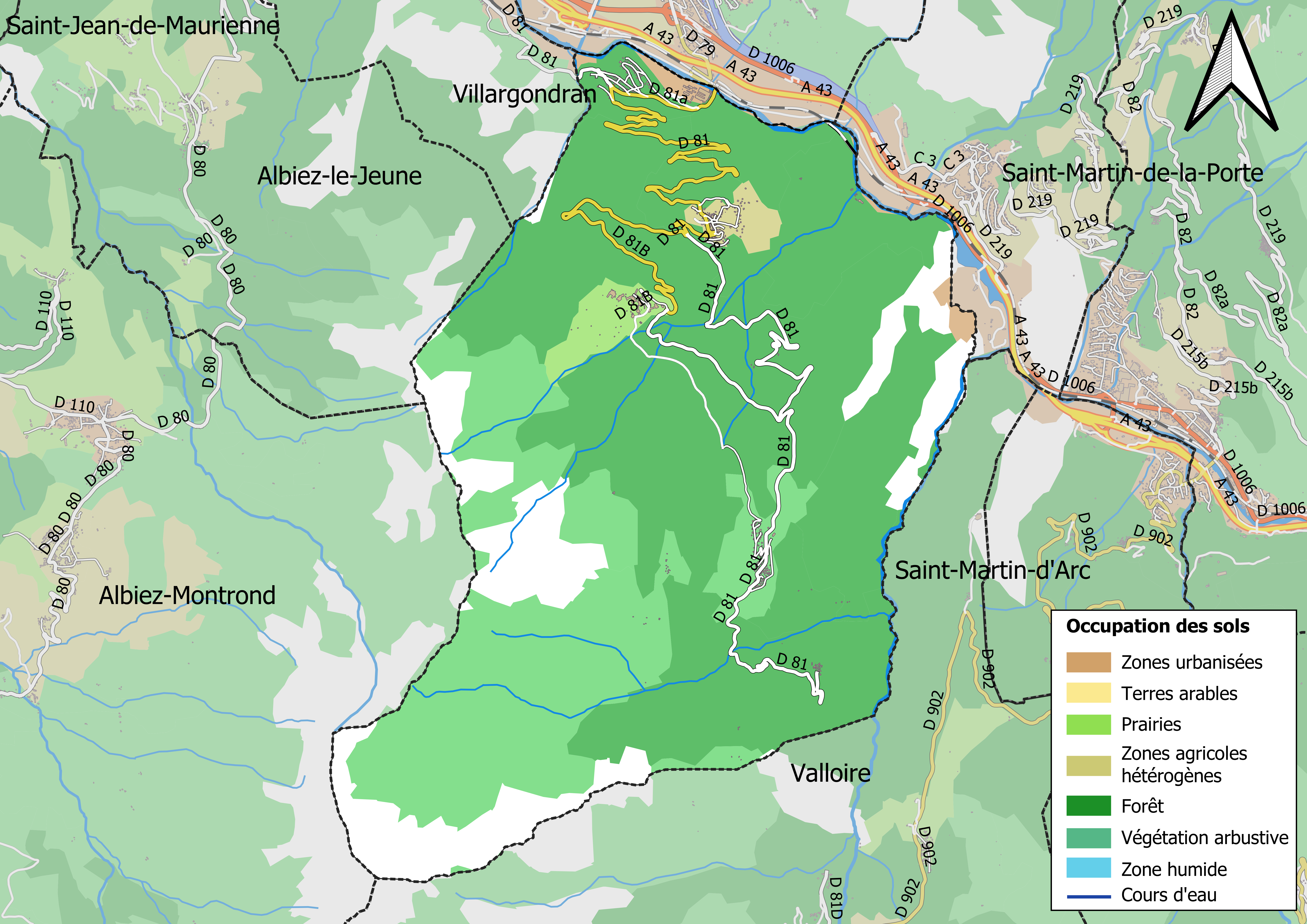
Carte des infrastructures et de l'occupation des sols en 2018 (CLC) de la commune.
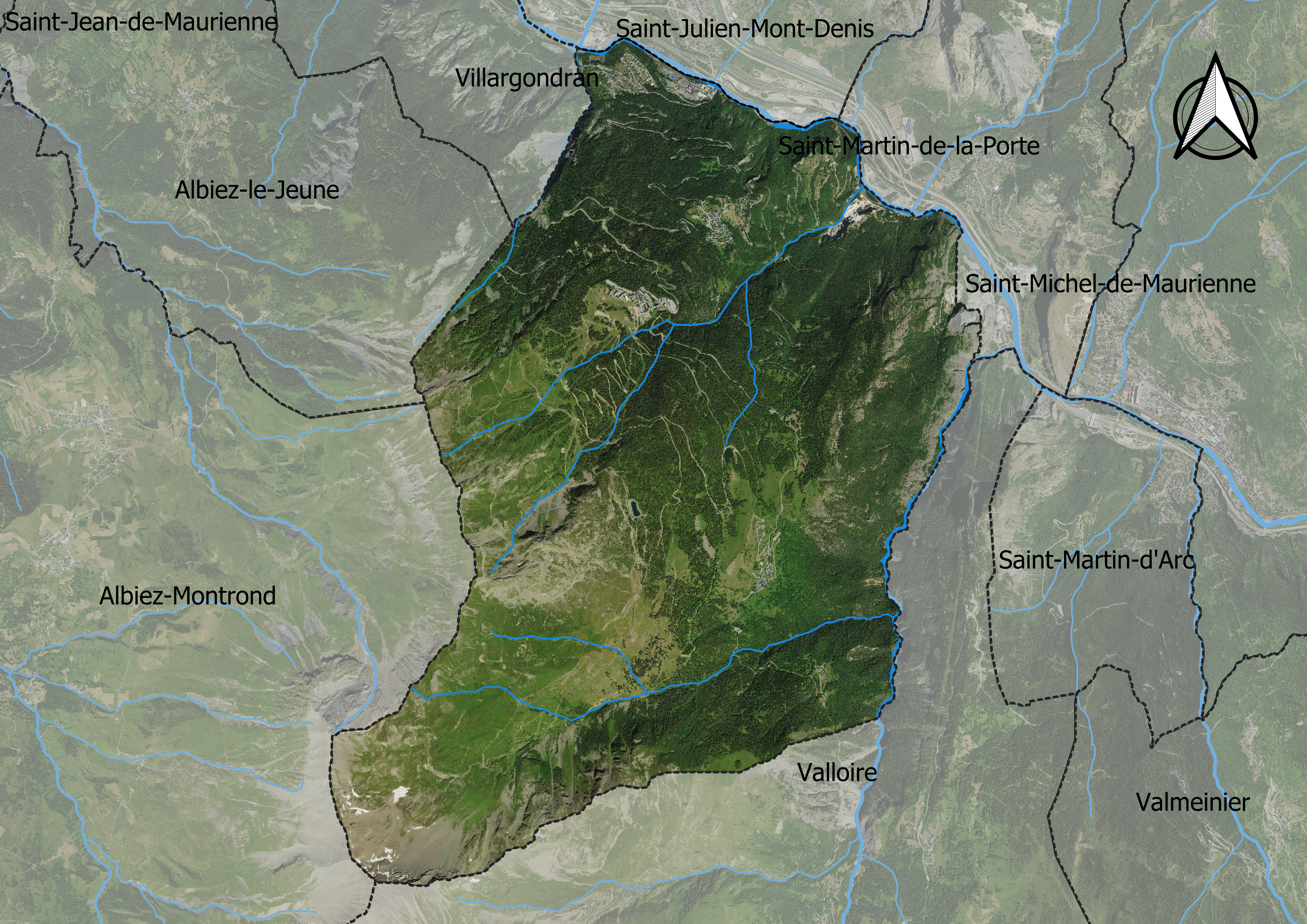
Carte orthophotogrammétrique de la commune.

### Morphologie urbaine

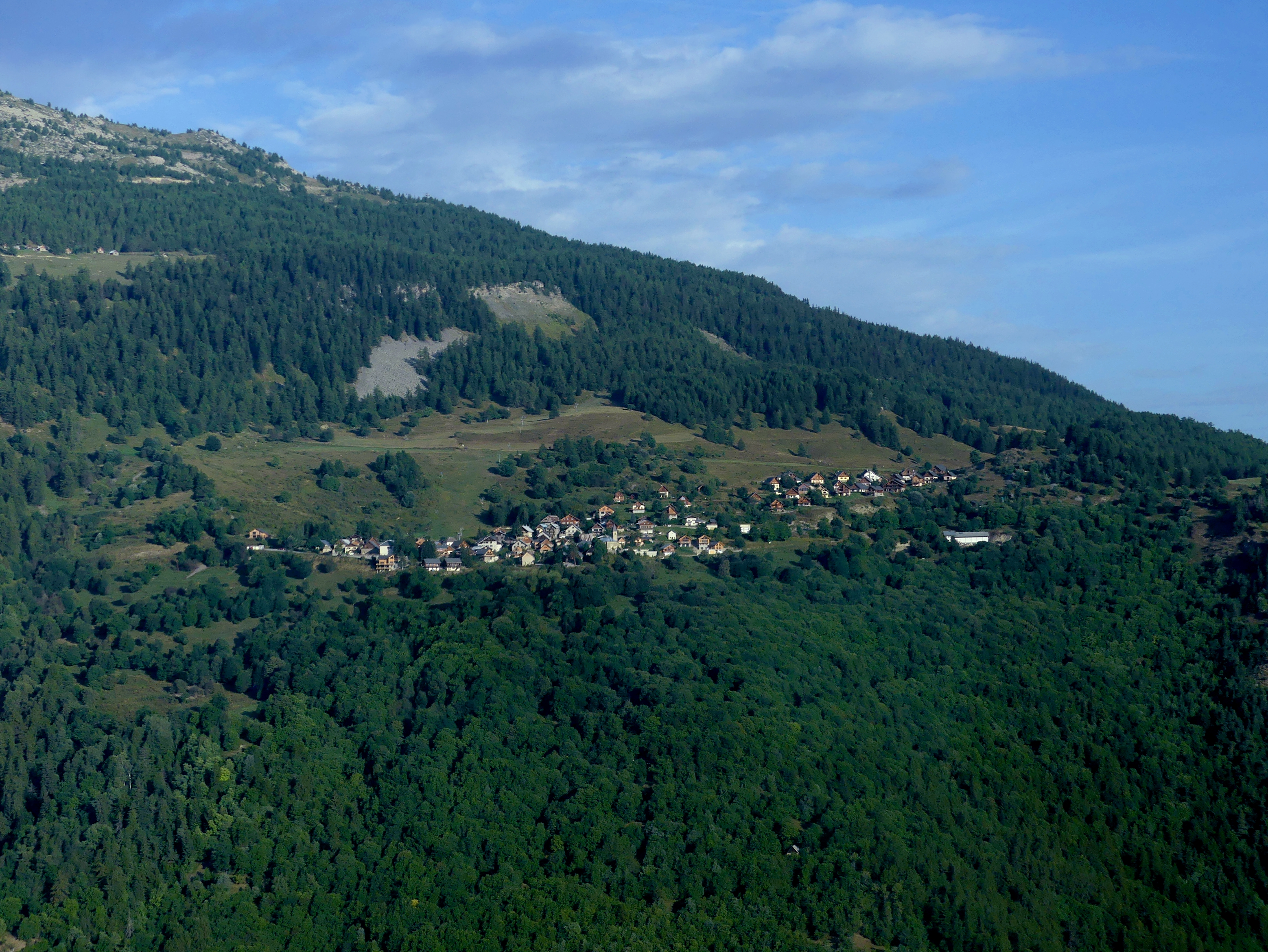
Vue d'Albanne en été.

La commune est constituée de différents hameaux :
- Le Bochet, aujourd'hui chef-lieu et seul village situé en fond de vallée à environ 900 m d'altitude ;
- Albanne, à 1 630 m d'altitude ;
- Albannette, « la petite Albanne », à 1 400 m ;
- Les Karellis, station de ski et habitat à l'année à 1 600 m ;
- Montricher, à environ 1 200 m.

Hameaux auxquels s'ajoutent également les principaux « remus » ou habitats diffus de Saint-Félix, quelques maisons à côté d'une carrière en fond de vallée, le hameau de Beau-Mollard (environ 1 400 m), les chalets de la Plagne (2 000 m, sur le versant d'Albanne), les chalets des Loys (environ 1 800 m, sur le versant de Montricher).

## Toponymie
Le toponyme de la  commune de Montricher-Albanne est formé à la suite de la fusion des deux villages, Montricher-le-Bochet et Albanne, par arrêté préfectoral le 14 novembre 1969 (publié au J.O. le 23 décembre 1969),.
Albanne
Le nom de la paroisse et commune d'Albanne a assez peu dérivé. La paroisse est ainsi désignée par Cabannaria de Albana au XIe siècle, In Albanna en 1184, ou encore Albana en 1457,. Tous ces toponymes sont issus du cartulaire de Maurienne. Le nom d’Albanne est cité pour la première fois en 1040 sous l'épiscopat de l'évêque Thibaud, une riche veuve du nom d'Ermengarde donne au chapitre de Saint-Jean l'église d'Albanne et une grande partie des biens qui en dépendent. Un hameau de la commune est dénommé Albannette ou Albanette, en latin Albaneta, mentionné dès le XIe siècle dans le cartulaire de Maurienne, désignant « la petite Albanne », par opposition au chef-lieu désigné par Albana major,.
Albanne ou Albane est un toponyme semblant désigner, selon le chanoine Gros, une propriété agricole dont le nom du propriétaire, Albanus « d´Albe, albain, d'Albanie », a fini par désigner le territoire,. Ce cognomen a été retrouvé dans d'autres régions (Val de Suse ou Hautes-Alpes). Le chanoine indique qu'en patois local ce toponyme est prononcé [Arban-na].
D'autres analyses semblent indiquer que le toponyme Albanne (dont la prononciation serait « [Herban] »), désignerait le « blanc » en patois local, bien qu'en latin, Alb désigne aussi la montagne[réf. nécessaire]. À cet égard, il peut être fait un rapprochement entre Albanne et Albiez, qui sont deux villages situés chacun sur un des versants de la Grande Chible (2 932 m d'altitude)[réf. nécessaire].
Montricher
Le nom de la paroisse et commune de Montricher (prononcé « Montrocher » ou « Morshel »[réf. nécessaire]), dont on trouve une commune homonyme en Suisse, dans le canton de Vaud, est mentionné pour la première fois en 1184 dans une bulle du pape Lucius III, dans laquelle le roi de Bourgogne Gontran aurait concédé à Felmase, premier évêque de Maurienne, les territoires des paroisses de Montricher et d'Albanne. La paroisse est ensuite désignée par In monte Richerio au XIe siècle. En 1209, une mention en latin dans une charte du diocèse de Maurienne, datant de 1209, donne Obligaverunt quidquid habent apud montem Richerium, justum scilicet et injustum,. Le nom évolue avec la langue romane en Montrichier (1441), Mont rocher  (1698) et Montriche (1786). En 1793 on trouve sous l'occupation française Mont Richer, qui évolue à jusqu'en 1801 en Mont-Richel, puis en Montricher pour devenir en 1962 Montricher-le-Bochet, avant sa fusion avec Albanne en 1969,.
Montricher semble dériver d'un oronyme composé de Mont- désignant la montagne et -richer, qui trouverait son origine dans la dérivation du prénom Ricarius, plus tard Richarius ou Richerius, désignant ainsi la montagne de Richer.
En francoprovençal, le nom de la commune s'écrit Morshèl-Arban-no, selon la graphie de Conflans.
Autres lieux-dits
Le Bochet : nom d'origine germanique Bosc, latinisé Boscas, ou nom rural signifiant « petit bois ». En 1962, la fusion avec Montricher donne la commune de Montricher-le-Bochet.
Hameau de Saint-Félix : en 1882, l'industriel Félix Roche ouvre une carrière de gypse au Champet, donnant ainsi au hameau son nom actuel Saint-Félix.
Enfin, le nom des Karellis (station de ski de la commune) provient du nom patois d'une herbe locale (de type molinie) : la karelle, qui forme de grandes touffes d'herbes sur lesquelles les bergers faisaient de la luge l'été. La station des Karellis a vu le jour sur le lieu-dit plan karelli.

## Histoire

### Traces du passé
Une  pierre à cupules (Préhistoire) se trouve au lieu-dit « plan la Roche », à proximité du col d’Albanne. Des monnaies à l’effigie de l'empereur romain Sévère Alexandre (222 à 238 apr. J.-C.) ont été retrouvées sur Montricher (la vallée de la Maurienne, d'abord peuplée par les Celtes, ayant été conquise par les Romains). Un ensemble de tombes constituées de lauzes déposées en forme de triangle a été mis au jour lors de la création de la station des Karellis en 1973. Dans l'une d'elles fut trouvée une plaque de ceinture qui permit d'identifier ce cimetière comme burgonde (Ve siècle et VIe siècle apr. J.-C.), les Burgondes ayant reçu la Sapaudia (Savoie) durant le Ve siècle.
Au Pain de Sucre, à plus de 1 900 m d'altitude, un mur d'enceinte a été révélé, au lieu-dit la Turraz (la tour). Le fortin, dont l'origine semble remonter au haut Moyen Âge (période des incursions sarrasines et normandes), devait probablement permettre de sécuriser le passage entre Albanne et Valloire et ainsi de protéger l'axe du Galibier tout en surveillant le secteur du col du Télégraphe situé juste en face. Il était alimenté en eau par deux « biefs » (conduite, canalisation), l'un depuis une source située versant Albanne, l'autre depuis le ruisseau du Villard.

### Noblesse et dépendance
Durant le Moyen Âge et l'ancien régime Montricher dépendait de la châtellenie de Villargondran alors qu’Albanne dépendait de celle de Valloire, toutes deux inféodées à l'évêque de Maurienne.
Le 25 juillet 1768, Albanne et Montricher s'affranchissent des droits féodaux de l'évêque moyennant le versement de 1 814 livres pour Montricher et de 10 200 livres pour Albanne. En 1774, Thomas-Maurice Richeri est inféodé de la terre et juridiction de Montricher avec le titre de comte (armorial Foras). Les descendants se manifestent en 1843 afin, semble-t-il, de réclamer leurs droits sur la commune. Le 20 juillet 1787, Joseph Bertolino reçoit inféodation de la terre et juridiction d’Albanne avec le titre de comte.
En 1860, le traité de Turin officialise le rattachement de la Savoie à la France et Montricher et Albanne se retrouvent intégrées dans le nouveau département de la Savoie en juin. Ce traité fait suite à un plébiscite organisé sur l’ensemble du territoire savoisien. Les résultats pour Montricher et Albanne sont :
- Albanne :  91 inscrits - 89 votants - 87 oui - 2 non - 2 abstentions
- Montricher : 83 inscrits - 81 votants - 80 oui - 1 non - 2 abstentions

### Calamités

#### Les maladies
Les villages eurent à souffrir de la peste notamment celle de 1630, la population des villages diminua de moitié. La lèpre fit aussi des ravages, à Albanne les lépreux étaient parqués au lieu-dit « le creux des Chenevières ».

#### Incendies
Les villages furent de nombreuses fois incendiés, que ce soit par la guerre ou les incidents domestiques, le feu se propageant rapidement du fait de la couverture des toitures en chaume (paille de seigle).
Montricher connut notamment des incendies en 1615, 1883, 1878 et le 7 septembre 1900. Le Bochet fut pour sa part incendié par l'armée nazie le 24 août 1944. Le service de la reconstruction et la commune de Montricher en Suisse firent preuve de solidarité et permirent à la commune de se reconstruire. Albannette connut un grand incendie le 23 janvier 1740 et enfin plusieurs incendies à Albanne, le 9 septembre 1793, en 1797, le 4 août 1839 et en 1846,.

#### Avalanches
Longtemps, des hivers durant, les villages d’Albanne et d’Albannette étaient totalement isolés l'hiver à cause de fortes chutes de neige et de grandes avalanches. En 1729, l'on mentionne une avalanche importante vers l'oratoire Saint-Eldra à Albannette.
En 1935, une énorme avalanche partie de la côte des Enfers descend jusqu'à l'Arc, le déplacement de l'air détruisant à l'occasion tous les moulins de Montricher.
Entre Albanne et Albannette, le crêt Blanc est un lieu privilégié pour le départ des avalanches, et les dernières grosses avalanches datent des années 1960. En 1961, une avalanche partit du crêt de Talière et descendit en direction d’Albanne. Il est encore possible de nos jours de remarquer les traces de ces dernières dans le paysage.

### Litiges forestiers
De nombreux litiges eurent lieu entre Albanne, son hameau Albannette, et les communes limitrophes de Valloire et de Montricher en ce qui concerne l'appartenance des forêts de la Mélezia (sur Albannette), celle des Loys (entre Albanne et Montricher') et celle de la Maréchalle (entre Albanne et Saint-Martin-de-la-Porte).
Pour la Mélezia, les faits remontent à l'année 1471. À l'époque, la communauté d’Albanne ne reconnait à celle de Valloire qu'un simple droit de bûcheronnage (servitude d'usage), droit qui sera confirmé en 1645. En 1728 les Albannois déposent plainte contre les abus du seigneur Alexis Grange de Valloire, lui reprochant de trop nombreuses coupes de bois. Cela sera réédité le 15 avril 1732, en 1793 et 1794, ainsi qu'en 1810. Ces affaires seront par ailleurs portées devant le Sénat de Savoie. Mais le conflit reprend en 1831, lorsque les communes de Valloire et d’Albanne entament un procès au sujet de la forêt de la Mélezia et que la commune de Valloire demande le partage de cette forêt en deux lots, un lui revenant, l'autre pour Albanne. Ceci sera entériné le 7 mai 1839. Le 5 juillet 1839, les habitants d’Albanne se sentant lésés vont se pourvoir auprès du tribunal provincial de Maurienne à la fois contre la commune de Valloire et contre celle d’Albanne. Le 6 mars 1847, une première requête est déposée, les Albannois se retirent de la procédure le 13 juillet 1847 au profit des habitants du hameau d’Albannette. Le 20 mai 1851, un arrêt est formulé en faveur d’Albannette et la commune de Valloire fait appel. Après maintes péripéties, elle ne sera résolue que le 2 avril 1859, confirmant la propriété de la Mélézia au hameau d’Albannette dont les habitants sacrifièrent à l'époque toutes leurs richesses pour se pourvoir en justice.
Concernant la forêt des Loys, par un arrêté de 1513, monseigneur Gorrevod fait don de la forêt des Loys, située entre Montricher et Albanne. En 1570, l'évêque Pierre Lambert intervient pour mettre fin à un long procès entre les paroisses de Montricher et de Valloire, et le droit d'usage se transforme en droit de propriété. Le procès entre Valloire et Montricher ne se terminera qu'en 1846, confirmant la sentence de 1570,.
Enfin, la forêt de la Maréchale, dont le nom viendrait du nom du seigneur de la Bufette, Joseph de Maréchal, habitant de Saint-Martin-de-la-Porte et qui s'était approprié cette parcelle selon les mêmes principes que le noble Alexis Grange de Valloire pour la Mélezia. Le 23 décembre 1868, par une transaction à l'amiable les communes d’Albanne et de Saint-Martin-le-Porte, voulant faire cesser cette situation d'indivision (droit d'usage), s'entendent pour qu'un tiers de la forêt revienne à Saint-Martin-la-Porte,.

### Opérations militaires
En 1792, la Savoie est annexée à la France. Lors des opérations militaires ayant précédé cette annexion, les Sardes (la Savoie faisait alors partie du royaume de Sardaigne) menèrent une offensive en Maurienne et firent reculer les troupes républicaines françaises à l'entrée de la vallée vers Aiguebelle. Une contre-offensive française fut néanmoins menée depuis le Galibier et Valloire. Le 8 septembre 1793, les habitants d’Albanne délogèrent la garde française ayant pris position au Pain de Sucre : c'est la « bataille d'Albanne », qui vaudra au village d'être brûlé en représailles et aux curés d’Albanne et de Montdenis qui cherchèrent à s'enfuir, d'être déportés au bagne de l'île de Ré,.
Le chemin de l'Écherènes entre Albannette et Valloire fut aménagé par les troupes françaises en 1708 afin de favoriser le passage entre le Briançonnais et la Savoie. C'est un chemin très pittoresque qui serpente à flanc de montagne entre quelques pitons rocheux. Dans les années 1990, les communes de Montricher-Albanne et de Valloire ont créé une piste forestière à cet endroit.
Durant la Deuxième Guerre mondiale, les troupes fascistes italiennes annexèrent dans un premier temps la Savoie, avant de fuir par les sommets quand vint l'heure de la débâcle. Elles furent alors remplacées par les troupes nazies allemandes à partir de 1943. La Maurienne devint ainsi un axe stratégique pour protéger la plaine du Pô en Italie. Le maquis de Montricher, alors très actif, permit de contrôler les allées et venues dans la vallée, notamment la voie ferrée internationale située juste en contrebas. Le village accueillait également de nombreux résistants. Durant la guerre, les Nazis, situés au fort du Télégraphe, en profitèrent aussi pour tirer sur les habitants du village d’Albanne qui passèrent sur le chemin en direction de Saint-Michel-de-Maurienne. Le village du Bochet, lui, fut brûlé par les occupants nazis le 24 août 1944, quand ceux-ci fuirent la Savoie avant de trouver refuge à leur tour en Italie.

### Fusion de deux communes
La commune de Montricher-Albanne est issue de la fusion de deux communes distinctes, Montricher-le-Bochet et Albanne, qui ont décidé de fusionner en 1969 dans le but de favoriser l’essor de la nouvelle entité et de permettre la création de la station des Karellis dans les années qui suivront,.
- Par décret du 6 juillet 1962, la commune de Montricher devient Montricher-le-Bochet,
- Par arrêté préfectoral du 14 novembre 1969, Albanne est rattachée à la demande des habitants et à l'initiative du maire d’Albanne, Armand Mottard, à la commune de Montricher-le-Bochet, qui devient alors Montricher-Albanne.
- En 1975, la station des Karellis est créée.

## Politique et administration
| Période                                   | Période | Identité                         | Étiquette | Qualité |
| ----------------------------------------- | ------- | -------------------------------- | --------- | ------- |
| 1730                                      | 1730    | Claude Voutier / Antoine Laurent |           | Syndics |
| 1851                                      | 1851    | R. Bertrand et Claude Pasquier   |           | Syndics |
| 1860                                      | 1900    | Barthélémi Vouthier              |           |         |
| 1959                                      | 1965    |                                  |           |         |
| 1965                                      | 1971    |                                  |           |         |
| Les données manquantes sont à compléter., |         |                                  |           |         |

| Période                                  | Période  | Identité      | Étiquette | Qualité                                |
| ---------------------------------------- | -------- | ------------- | --------- | -------------------------------------- |
| 1965                                     | 1971     |               |           |                                        |
| 1971                                     | 1977     | Aimé Pasquier |           |                                        |
| 1977                                     | 1983     | Émile Voutier | PCF       |                                        |
| 1983                                     | 1989     |               |           |                                        |
| 1989                                     | ??       | Jean Verney   |           |                                        |
| 2020                                     | En cours | Sophie Verney | LR-DVD    | Conseillère départementale depuis 2021 |
| Les données manquantes sont à compléter. |          |               |           |                                        |

## Population et société

### Démographie
Les habitants de la commune sont appelés les Montrichelains (en patois Mortselain) et les Albanniaux. Les habitants du hameau d'Albanette seraient désignés localement par Bouinats, car ces derniers votaient autrefois oralement et en patois (« Boui » pour oui, et « na » pour non).

L'évolution du nombre d'habitants est connue à travers les recensements de la population effectués dans la commune depuis 1793. Pour les communes de moins de 10 000 habitants, une enquête de recensement portant sur toute la population est réalisée tous les cinq ans, les populations de référence des années intermédiaires étant quant à elles estimées par interpolation ou extrapolation. Pour la commune, le premier recensement exhaustif entrant dans le cadre du nouveau dispositif a été réalisé en 2005.
| 1793 | 1800 | 1806 | 1822 | 1838 | 1848 | 1858 | 1861 | 1866 |
| ---- | ---- | ---- | ---- | ---- | ---- | ---- | ---- | ---- |
| 238  | 318  | 313  | 354  | 346  | 349  | 304  | 334  | 337  |

| 1872 | 1876 | 1881 | 1886 | 1891 | 1896 | 1901 | 1906 | 1911 |
| ---- | ---- | ---- | ---- | ---- | ---- | ---- | ---- | ---- |
| 317  | 323  | 354  | 362  | 423  | 471  | 640  | 647  | 555  |

| 1921 | 1926 | 1931 | 1936 | 1946 | 1954 | 1962 | 1968 | 1975 |
| ---- | ---- | ---- | ---- | ---- | ---- | ---- | ---- | ---- |
| 547  | 493  | 462  | 430  | 301  | 357  | 410  | 404  | 352  |

| 1982 | 1990 | 1999 | 2005 | 2006 | 2010 | 2015 | 2020 | 2022 |
| ---- | ---- | ---- | ---- | ---- | ---- | ---- | ---- | ---- |
| 447  | 564  | 596  | 706  | 703  | 661  | 477  | 477  | 477  |

### Manifestations culturelles et festivités

#### Fêtes patronales
- la Saint-Alban, à Albanne, le 22 juin ;
- la Madeleine, à Montricher, 22 juillet ;
- la Saint-Jacques, à Albannette, le 25 juillet ;
- le 15-Août fêté à Albanne ;
- la Saint-Étienne, au Bochet, le 26 décembre.

#### Sports
La Ronde des Poireaux, aux jardins de Montricher : épreuve de ski de fond par équipe de deux, en soirée, début mars.
Grand Prix de Printemps des Karellis : géant à ski, gros œufs de Pâques à l'arrivée.

#### Culture
Le Festival de international de musique Cordes et pics a lieu durant l'été.

## Économie
Dans les temps anciens, l'économie dans la commune était plutôt fondée sur l'agriculture (élevage et transformation des produits laitiers, culture des céréales, culture de la vigne en vallée - stoppée par le phylloxéra au XIXe siècle), ainsi que sur les migrations saisonnières (ramoneurs, colporteurs).
Au XIXe siècle, les paysans deviennent toutefois paysans-ouvriers, partageant ainsi leur activité pastorale avec l'activité des carrières, des usines et des barrages de la vallée.
À l'aube du troisième millénaire il y a moins de 5 exploitations dans la commune, partageant leur activité entre l'agriculture et le tourisme. Tourisme, environnement, industrie et agriculture sont donc les principales richesses de la commune dont le bassin d'emploi s'étend sur tout le canton de Saint-Jean-de-Maurienne, en particulier avec l’essor de la ville de Saint-Jean-de-Maurienne ayant favorisé la périurbanisation.
L'on peut enfin noter que de nombreuses sources situées sur Albanne et les Karellis alimentent en eau potable toute l'agglomération de Saint-Jean-de-Maurienne et de Saint-Julien-Mont-Denis.

### Industrie extractive
La Maurienne est une vallée riche de carrières et de mines (fer dans les Hurtières, gypse dans les Arves, ardoisières dans les environs de Saint-Jean-de-Maurienne).
Les ardoisières étaient principalement situées dans les secteurs de Saint-Julien-Mont-Denis, de Villargondran et de Montricher. Les ardoises servaient principalement pour la toiture et les tableaux dans les écoles. Les filons sont connus depuis l'année 1361. La dernière exploitation de Montricher ferma en 1975 tandis que la dernière de la vallée, située à Saint-Julien, fermera en 1982. Un écomusée a été ouvert à Montricher sur le thème des ardoisières et de la vie pastorale en montagne.
Aujourd'hui peut encore être notée la présence de deux carrières situées en fond de vallée, qui extraiyaient le gypse et les granulats au niveau de Saint-Félix (1882) et du Pont Pallier (1981).

### Usine de Montricher
Pour un article plus général, voir Industrie de la houille blanche en Maurienne.
L'usine de Montricher est plus que centenaire. Depuis sa création par les frères Rochette en 1914 elle a toujours trouvé un repreneur. Entrée dans le patrimoine de P.U.K. (Pechiney-Ugine-Kuhlmann) en 1972, elle en a partagé les avatars : avec la nationalisation de 1983, elle  a fait partie de Pechiney Electrométallurgie jusqu'à sa privatisation en 1992. Son destin est lié depuis 2005 à celui du groupe espagnol FerroAtlántica, lui-même fusionné en 2016 avec l'Américain Globe specialty metals sous le nom de Ferroglobe, mais la filiale FerroPem dont elle dépend a son siège à Chambéry.

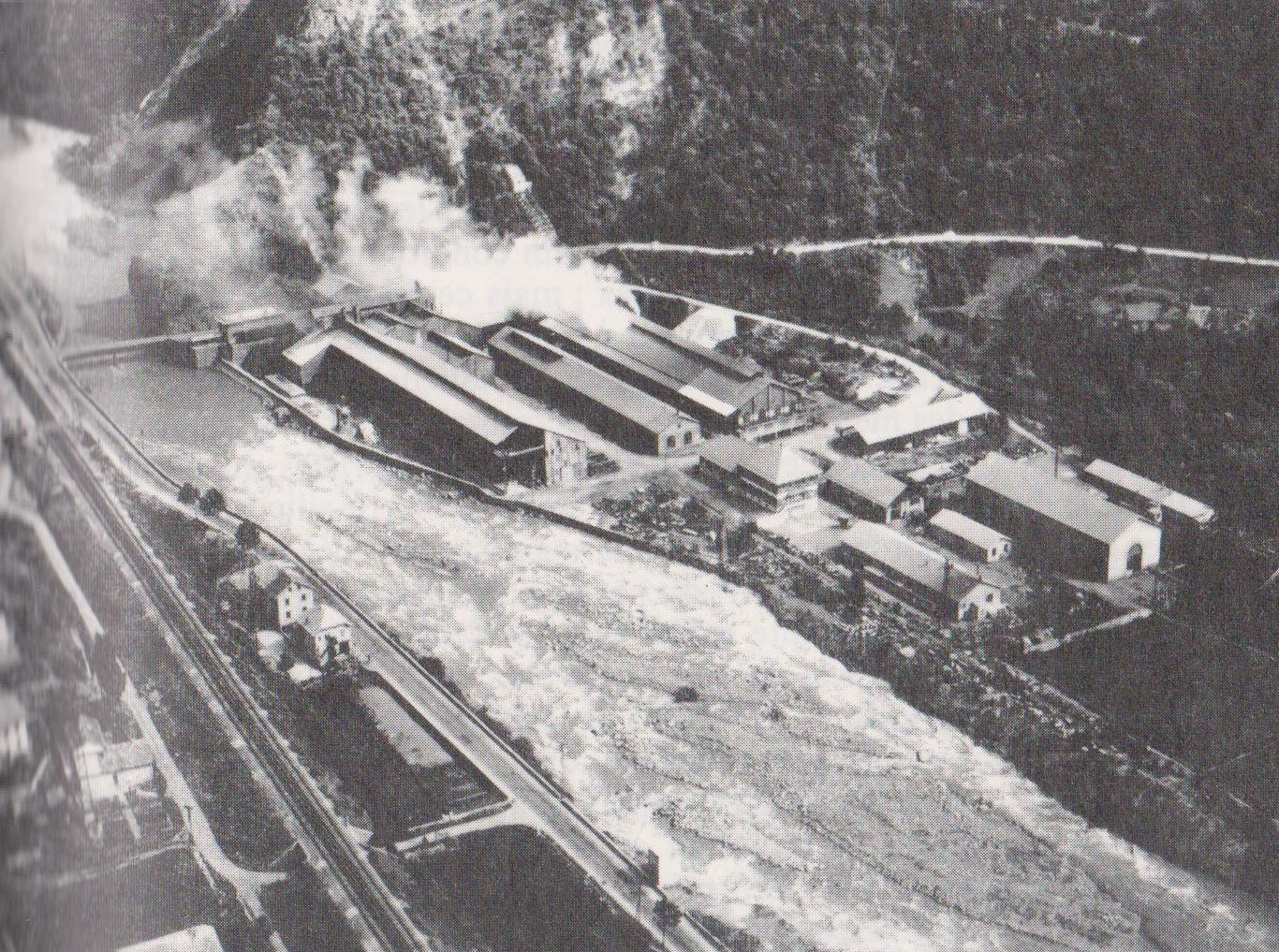
Usine de Montricher en 1972.

Cette longévité peut apparaître paradoxale si l'on songe à la précarité du site : une étroite langue de terre coincée entre l'Arc et une montagne particulièrement abrupte. À une époque où les éléments du couple centrale-usine étaient spatialement indissociables du fait des pertes en ligne, le choix des frères Rochette a été dicté par les contraintes du relief : c'est seulement sur cette rive gauche qu'il était possible d'aménager la galerie souterraine  et la conduite forcée depuis la prise d'eau de Saint-Félix sur le cours même de l'Arc. On n'en a plus conscience aujourd'hui car ces installations ont été supprimées depuis le réaménagement intégral de l'Arc par EDF en 1974. Il a donc fallu s'accommoder de très lourdes contraintes. D'une part, l'usine de Montricher est directement menacée par les crues de la rivière et il a fallu plusieurs fois rehausser la digue qui l'en sépare ; circonstance aggravante : c'est au niveau de l'usine que conflue avec l'Arc en rive droite le torrent du Claret dont les crues refoulent le courant sur l'autre rive ! D'autre part, l'usine est coupée de  la voie ferrée en rive droite et on en est venu jusqu'à y entreposer provisoirement les approvisionnements avant de les convoyer par une bande transporteuse enfermée dans un tube enjambant l'Arc sur 43 mètres de portée.
Si, malgré ces contraintes, l'usine manifeste une telle longévité, c'est grâce à un constant effort d'adaptation. Trois étapes méritent d'être soulignées. Jusqu'en 1955, Montricher s'est consacré à la fabrication du carbure de calcium qui était alors la base de  toute la filière carbochimique. Celle-ci a été frappée d'obsolescence car les mêmes dérivés pouvaient être obtenus à des coûts défiant toute concurrence à partir des dérivés du pétrole. Mais dans cette fabrication, banale à l'époque, l'usine s'est distinguée grâce à Miguet. Nommé directeur par les frères Rochette en 1919, il a mis au point en 1923 un four aux performances exceptionnelles dont le brevet a été vendu dans le monde entier, jusqu'aux Etats-Unis et au Japon. Avec de nouveaux perfectionnements le four Miguet-Perron a  renforcé sa célébrité.
La relève a été assurée par le développement de la production du ferrosilicium obtenu dans le même type de fours que le carbure de calcium : de 10 000 tonnes en 1960 elle s'est élevée à 17 000 tonnes en 1970. L'effectif employé a été maintenu (201 en 1955, 210 en 1973). Mais si cette activité a pu prospérer dans le contexte de grande croissance des Trente Glorieuses, elle n'en gardait pas moins les caractères d'une industrie lourde dont témoignent les 114 000 tonnes d'approvisionnements en 1970 silice et carbone réducteur devaient être acheminés depuis des fournisseurs éloignés, voire étrangers. De même, la clientèle des 31 000 tonnes était éclatée dans l'ensemble de l'Europe occidentale. En outre, avec la nationalisation de l'électricité par EDF en 1946, l'usine avait perdu sa rente énergétique alors que la consommation s'élevait à 11 000 kWh à la tonne. Après les chocs pétroliers des années 1970, dans un climat devenu hautement concurrentiel, ces handicaps devenaient inquiétants.

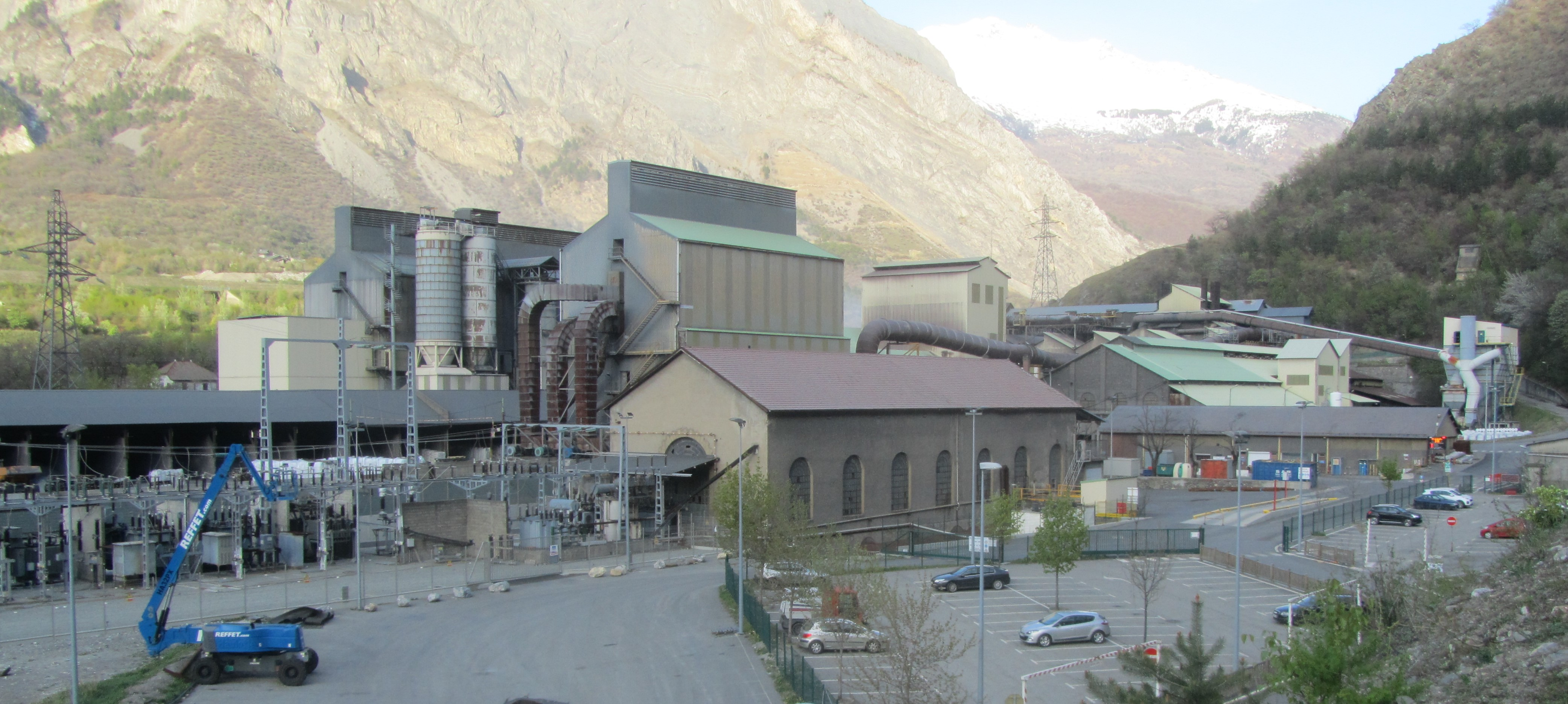
L'usine de Montricher en 2018.

Sans attendre les temps difficiles, Montricher s'était lancé dès le début des années 1960 dans la production du silicium  qui atteignait déjà les 10 000 tonnes en 1970.Cette valorisation a permis la survie de l'entreprise qui employait encore 210 personnes en 1985. Mais lors du rachat de Pechiney en 2003, Alcan ne marqua pas beaucoup d'intérêt pour la branche électrométallurgique. La fermeture a été évitée par FerroAtlántica en 2005, confiant dans le savoir-faire du personnel. La survie a été trouvée dans une spécialisation de plus en plus pointue qui commence par un approvisionnement en quartz du Lot et de la Dordogne. On peut prendre comme symbole le développement à l'échelle industrielle du silicium dit solaire pour les panneaux photovoltaïques. De nouveaux bâtiments ont été construits en rive droite de l'Arc dans la commune de Saint-Julien-Mont-Denis. La production est actuellement de 33 000 t de silicium et de 12 000 t de fumée de silice. Les responsables s'estiment à l'avant-garde technologique au niveau mondial et envisagent l'avenir avec le plus grand optimisme.

### Tourisme
En 1935, naît le club des sports de Montricher. C'est l’un des plus anciens clubs des sports d’hiver de la Savoie, et le 6e créé en France.
Dans les années 1960-1970, les communes de Montricher et d’Albanne décident de se tourner vers le tourisme. Quelques remonte-pentes sont mis en place sur ce qui deviendra plus tard le site de la station des Karellis, ainsi qu'au col d'Albanne (« Les Albannes », 1976 : « téléski Bambi »). L'objectif est de créer deux stations sur ces stades de neige.
Le parc communal d'Albanne (1968), de 11 000 ha, est créé dans le même temps afin de favoriser le tourisme vert (protection de la nature, réintroduction du cerf, travaux au lac de Pramol).
En 1975, l'opérateur Renouveau et la commune de Montricher-Albanne lancent le projet des Karellis. Une station intégrée voit alors le jour et de nombreux emplois sont créés. La station des Karellis est l'un des exemples rares de tourisme social en France, avec la présence de villages vacances de type associatif. C'est également un modèle abouti parmi les stations de troisième génération dites « intégrées » (urbanisme fonctionnel, gestion coopérative…).
L'hiver y est principalement pratiqué le ski alpin, le surf (la glisse en général), la raquette, et le ski de randonnée ainsi que le ski de fond et le skating. C'est un domaine skiable de qualité et de taille humaine, offrant une grande diversité de pistes de différents niveaux techniques et de beaux paysages.
L'été est plus propice à la pratique de la randonnée, à un peu d'alpinisme, à des excursions dans la vallée et sur les sommets environnants et au tourisme culturel. La proximité de l'Italie est aussi un grand atout, aussi Albanne représente un pôle très apprécié pour le tourisme vert et tout ce qui a attrait au repos et au retour à la nature.
Le 16 octobre 2002, la commune de Montricher-Albanne dépose un projet d'Unité touristique Nouvelle (UTN) pour la création de 2 000 lits et de remontées mécaniques au col d'Albanne ("Albanne 1600"). Le 22 mai 2006, après l'opposition d'une partie de la population face au projet, le tribunal administratif met un frein à l'UTN afin de protéger ce qu'il reste d'agriculture dans la commune. L'expérience montre que la Zone de revitalisation rurale (ZRR) qui s'étendait sur toute la vallée de la Maurienne favorisa l'émergence d'une sorte de bulle immobilière dont fut épargnée la commune.
La question de l'aménagement du col d'Albanne aura également permis de mettre en valeur des notions importantes comme la qualité du cadre de vie, la protection de l'environnement et de l'agriculture, ainsi que la recherche d'un mode de développement plus qualitatif et diversifié pour la commune.

## Culture locale et patrimoine

### Lieux et monuments

#### Églises et chapelles
La vie était difficile, l'émigration saisonnière devint la règle. La vie était rude pourtant les habitants parvinrent à élever de véritables petits chefs-d’œuvre de l'art religieux.

##### Églises
- Église Saint-Alban d'Albanne : on dit qu'une ancienne église romane se trouvait dans le haut du village. L'on retrouve çà et là quelques matériaux de réemplois utilisé dans les constructions (par exemple un morceau de tuf ouvragé appartenant vraisemblablement à un chapiteau de colonne dans le mur de soutènement du jardin du presbytère d’Albanne). L'église se situe en limite basse du village, elle pourrait ressembler aux autres maisons qui l’entourent si ce n'est le clocher qui la distingue, le cimetière se situant juste à côté également. La façade représente deux fresques, une montrant Saint-Maurice (patron de la Savoie), et l'autre montrant Sainte-Catherine-d'Alexandrie. L'église est placée sous le vocable de Saint-Alban, premier martyre de l'Angleterre (en Maurienne, trois autres paroisses invoquent un saint d'origine de Grande-Bretagne : Saint-Alban-d'Hurtières, Saint-Colomban-des-Villards, et Saint-Thomas-Becket-de-Canterburry à Avrieux. La construction de l'église actuelle remonte à 1681[53], sa construction a duré quatre ans. Elle sera restaurée à de nombreuses reprises. Les vitraux datent de 1894. Le clocher de tradition romane a été raccourci en 1794 sous les ordres des révolutionnaires. À l'époque, la toiture du clocher devait probablement être entièrement maçonnée comme c'est le cas pour de nombreuses églises de Maurienne (Albiez, Saint-Avre, églises de Haute-Maurienne). Les trois retables sont en pin cembro, ils sont classés à l'inventaire des Monuments Historiques depuis le 25 février 1952[54]. Le sol est pavé et recouvert d'un plancher. Le maître autel date de 1686, les deux autels latéraux sont de la même confection. La cuve baptismale en pierre de taille est aussi impressionnante[55]. Cette église offre par ailleurs une très bonne acoustique et est inscrite aux « Chemins du Baroque ».
- Église Sainte-Marie-Madeleine à Montricher : construite en 1850-51[56] dans le style néo-classique sarde. L'église de Montricher est construite sur des pilotis de mélèze, légèrement à l'écart du village, en lieu et place de l'ancienne église. Elle se distingue nettement du reste du village, notamment par sa hauteur, son clocher massif et l'abside hémicirculaire. Sur la façade, une inscription latine indique : « ma maison est une maison de prière ». L'église est richement décorée et fait place également à la lumière. Trois autels se trouvent en son sein : le maître autel, l'autel dédié à saint Antoine et celui dédié à la Sainte Vierge. Les retables, tableaux et sculptures datent du début du XIXe siècle.

##### Chapelles
- Chapelle Notre-Dame-des-Neiges à Montricher est inaugurée le 12 avril 1756, elle sera démolie en 1965 et son retable vendu pour acheter un tourne disque[23] Ailleurs à Montricher, il est fait mention en 1730 de deux chapelles, l'une se trouvant dans le quartier du Certodin, l'autre au Pontet[40].
- Chapelle Notre-Dame-de-Pitié (ou de Misericorde) à Albanne : le style est baroque, la chapelle est mentionnée dès 1730 et la présence de chapelain à Albanne depuis bien avant encore. La chapelle est semble-t-il placée sous le vocable de la Misericorde à la suite des grandes pestes et des calamités qui ont affecté la vie villageoise. La décoration intérieure est sobre et présente quelques motifs floraux au regard du visiteur. L'autel montre une colombe ainsi que des colonnes ouvragées, le tableau montre une pietà aussi représentée dans le statuaire[57]. La chapelle a été rénovée en 2012.
- Chapelle Saint-Jacques à Albannette est aussi de style baroque, elle est mentionnée en 1650, elle sera restaurée à de nombreuses reprises. La chapelle est au cœur du village et est surmontée d'un clocheton en arcade. L'autel, de même facture que ceux d'Albanne, est très ouvragé et présente un tableau de saint Jacques. Deux statues en bois doré et polychrome datant de 1748 représentent saint Jacques le Majeur et saint Jean l'évangéliste. La chapelle a été restaurée à la fin des années 1990, deux angelots sont présents sur la façade[58].
- En 1826, au Bochet, une chapelle dédiée à l'Annonciation est construite. Elle sera entièrement démolie par la chute d'un rocher en 1851. Elle sera reconstruite et agrandie en 1880. Elle brulera avec l'ensemble du village en 1944. Une chapelle dédiée à saint Étienne est construite dans une facture plus moderne en 1959[23]. L'intérieur reste très sobre mais lumineux.

#### Croix et Oratoires
- Oratoire Saint-Eldra à Albannette se situe en direction du chemin de l'Echerennes, il a été rebâti plusieurs fois, dans son état actuel il date de 1850 environ. Eldra (778-822) est invoqué contre les morsures de serpent. Il est réputé pour avoir évangélisé de nombreux lieux et aussi pour avoir dirigé l'abbaye de Novalaise (au pied du Mont-Cenis versant italien).
- un oratoire dédié à la Vierge sur la route entre Montricher et le Bochet.
- la vierge des Moulins (ex-voto), entre Albanne et Albannette, à proximité immédiate du torrent et à l'ombre d'un rocher, située au beau milieu de la combe à avalanche et censée protéger les villages de ces dernières.
- De nombreuses croix aussi bien dans les villages qu'aux alentours témoignent de la ferveur des habitants et sont les souvenirs d'anciennes missions liturgiques.

### Autres lieux et monuments
- La station de sports d'hiver les Karellis et le forum.
- Le Parc Communal de Montricher-Albanne (sur l'ancienne commune d'Albanne), vocation de protection de la nature.
- Le Gros Mélèze (l'un des plus vieux et des plus gros mélèzes d'Europe) situé sur les flancs du Pain de Sucre.
- Le lac de Pramol.
- La cascade du Pis.
- Le vieux Moulin restauré de Montricher.
- L'écomusée de Montricher.
- Les chalets d'alpage de la Plage.
- Les belvédères du col d'Albanne et de la Plagne.

### Patrimoine naturel

#### Flore
Dans la commune de Montricher-Albanne se trouvent principalement de grandes forêts de conifères où le mélèze règne notamment en maître. Les sapins et épicéas peuplent principalement les versants nord, les pins (syvlestre et cembro) et genévriers se trouvent à l'étage montagnard à l'adret. Plus bas se trouve une forêt mixte de hêtres et de résineux).
Dans la forêt de la Mélezia se trouve l'un des plus gros et des plus vieux mélèzes d'Europe (Le Gros Mélèze).
Les alpages se situent pour leur part principalement dans les secteurs de la Chible et des Chaudannes, mais aussi un peu sur le Pain de Sucre.
Une grande variété de fleurs ponctuent les prairies, les bois et les clairières, on distingue notamment : le sabot de Vénus, le lis orangé, le lis martagon, l'ancolie des Alpes, les gentianes, etc.

#### Faune
Le cerf a été réintroduit sur le territoire de l'actuelle commune dans les années 1960. De nombreuses places de brames se situent à proximité des villages. L'on peut ainsi rencontrer cerfs, biches, chevreuils, chamois, sangliers, renards, lièvres variables etc. Plus récemment a pu être notée l'installation du lynx (venu naturellement depuis la Suisse) et du loup (venu naturellement depuis l'Italie). Les écureuils sont principalement de teinte noire, appelés dans le patois local « les vordaches ».
Dans les airs volent des aigles royaux, des vautours et des chocards. À l'étage alpin, dans les landes à myrtilles peuvent aussi être repérées le tétras lyre et le lagopède.
La grande diversité floristique et des essences d'arbres invite également de nombreux insectes dont de beaux papillons présents dans l'arc alpin : l'Apollon, le Machaon, le Petit Paon du jour etc.

#### Protections
Trois Zones naturelles d'intérêt écologique, faunistique et floristique (ZNIEFF) sont présentes dans la commune. La première est « Gorges de la Valloirette » dans la vallée de la Valloirette, la seconde est « Forêt de Vinouva et abords du Col d’Albanne » sur le versant de la forêt de Vinouve et la troisième est « Massif des Aiguilles d'Arves et du Mont Thabor ». Elles permettent de distinguer ces espaces majeurs. Les biotopes les plus importants se situent principalement dans cette forêt de Vinouve, au col d'Albanne, à Pralognan, sur le Crêt de la Parenche, à la Plagne, dans les Vallons de la Chible, sur le massif des Sallanches (pain de Sucre, Mélezia) etc.
En 1968, un parc communal, le premier en France, a été créée afin de protéger la biodiversité et de favoriser le tourisme vert, ainsi que le cadre de vie et les grands paysages.

### Gastronomie
- Matafans (crêpes épaisses à manger nature, salées agrémentées de blettes hachées ou de pomme de terre râpées, et sucrées), farçons et farcements (plat de pommes de terre), bugnes.

### Personnalités liées à la commune
- Félix Maximilien Rostaing. Selon l'Inserm, il est devenu le nouveau doyen des hommes français en mars 2009 à l'âge de 108 ans. Né le 27 décembre 1900 à Montricher, il a été militaire de carrière, puis a vécu dans la vallée de la Maurienne puis à Bergerac en Dordogne avant de s'installer à Capbreton dans les Landes.